# Rick DeMont
Rick DeMont (21 de abril de 1956) é um ex-nadador norte-americano, que participou dos Jogos Olímpicos de Verão de 1972 em Munique.
No Campeonato Mundial de Esportes Aquáticos de 1973, DeMont foi o primeiro homem a nadar 400m livres em menos de 4 minutos (na ocasião, 3:58,18).
O Comitê Olímpico Internacional cassou a medalha de ouro conquistada por DeMont nos Jogos de Munique após seu teste ter dado positivo para uma substância proibida (sua alegação foi de que era um medicamento para asma). Em 2001 o COI devolveu a medalha, após DeMont ter sido inocentado da acusação inicial.
Rick também foi recordista mundial dos 1500 metros livres entre agosto e setembro de 1972.